# Сангаджиева, Бося Бадмаевна
Бо́ся Бадма́евна Сангаджи́ева (калм. Сангаҗин Бося; 6 ноября 1921 год — 18 января 2001 год) — советский калмыцкий писатель, первая калмыцкая писательница и поэтесса, переводчик, драматург, член Союза писателей России, народный поэт Калмыцкой АССР (1975), заслуженный работник культуры РФ (1994), дочь джангарчи Бадмина Менкенасана.

## Биография
Бося Сангаджиева родилась 6 ноября 1921 года в селе Чимбя (ныне Астраханская область, Лиманский район, близ с. Бударино) Её отцом был известный джангарчи Бадмин Менкенасан, который привил своей дочери любовь к калмыцкому фольклору и родному языку. После окончания семилетней школы Бося Сангаджиева работала учительницей в начальной школе, торговым работником и бухгалтером.
В декабре 1943 года во время депортации калмыцкого народа была сослана в Сибирь.
После возвращения на родину в 1957 году Бося Сангаджиева начала печатать свои первые стихи в калмыцких периодических изданиях. В это время работала в Калмыцком книжном издательстве редактором художественной литературы.
В 1958 году была принята в СЖ СССР, в 1961 году — в СП СССР.
В 1963 году Бося Сангаджиева участвовала во Всемирном конгрессе женщин, который проходил в Москве.
После окончания Высших литературных курсов Бося Сангаджиева поступила на заочное отделение Литературного института, который закончила в 1970 году. Работала редактором калмыцкого литературного журнала «Теегин герл».

## Творчество
Первые произведения Бося Сангаджиева стала печатать с 1957 года. Первый сборник стихов «Сыну» вышел в Элисте в 1960 году.
Писала пьесы для Калмыцкого государственного драматического театра.
Переводила на калмыцкий язык произведения русских классиков. Самыми известными переводами Боси Сангаджиевой являются поэмы Николая Некрасова «Мороз-красный нос» и «Княгиня Трубецкая».

## Сочинения

### На калмыцком языке
- Сыну, стихи и поэмы, Элиста, 1960 г.;
- Три ягнёнка, рассказы, Элиста, 1961 г.;
- Стихи, Элиста, 1962 г.;
- Альма, стихи, Элиста, 1963 г.;
- Отрывки из дневника, рассказы, Элиста, 1963 г.;
- Правда и месть, повесть, Элиста, 1965 г.;
- Лира, стихи, Элиста, 1965 г.

### На русском языке
- Дорога, стихи, Элиста, 1960 г.;
- Улыбка Ильича, рассказ, Элиста, 1965 г.;
- За что поставили в угол, стихи, М., изд. Детская литература, 1965 г.;
- Красная косынка, стихи и поэмы, Элиста, 1973 г.;
- Встреча, стихи и поэмы, М., Современник, 1977 г.;
- Калмыцкий чай, стихи и поэмы, М., Советская Россия, 1978 г.;
- Ураган, повесть, М., Современник, 1980 г.;
- Доброта, стихи и поэмы, М., Советская Россия, 1983 г.;
- Я — в каждом доме, стихи и поэмы, Элиста, 1985 г.;
- Любовь и война, стихи и поэмы, М., Современник, 1986 г.;
- Не спеши, моё время, М., Элиста, 1988 г.;

## Награды
- народный поэт Калмыцкой АССР (1975)
- заслуженный работник культуры Российской Федерации (12 сентября 1994) — за заслуги в области культуры и многолетнюю плодотворную работу[1]
- орден Дружбы народов (18 апреля 1989)
- медаль «За трудовую доблесть» (28 октября 1967)